# 瓦尔拉斯拍卖
瓦尔拉斯拍卖（Walrasian auction），由里昂·瓦尔拉斯引入。这种拍卖方式是每一位拍卖参与者提出自己可接受的最高价格。最后拍卖品由出价最高者获得，价格为第二高价格稍高一点。这种拍卖的好处是避免不断重复出价和过高出价。可以证明这种排名能够达到一般均衡价格。
目前，EBAY就是采用的这种拍卖方式。然而大部分金融产品并不是理想的瓦尔拉斯拍卖。